# Institut national de l'audiovisuel (Pologne)
Pour l’institut français, voir Institut national de l'audiovisuel.
L'Institut national de l'audiovisuel (en polonais : Narodowy Instytut Audiowizualny, NInA), fondé en 2009, est un institut ayant pour mission de numériser, préserver et promouvoir la culture de la Pologne.
L’institut relève du ministère de la Culture et du Patrimoine national. Son directeur actuel est Michał Merczyński (pl).

## Historique
L’institut est fondé le 1er avril 2009.